# Saint-Jean-de-Valériscle
Saint-Jean-de-Valériscle là một xã ở tỉnh Gard. Xã này có diện tích 8,15 kilômét vuông, dân số năm 1999 là 716 người. Khu vực này có độ cao trung bình 210 mét trên mực nước biển.